# Асатиани, Нино
Нино Асатиани (род. в Тбилиси, Грузия) — артистка балета Большого театра.

## Биография
Нино Асатиани родилась в Тбилиси, Грузия. В 2004 году стала выпускницей Московской государственной академии хореографии, занималась у педагога Марины Леоновой. После окончания обучения, ее приняли в балетную труппу Большого театра. В 2004 году стала студенткой исполнительного факультета Московской государственной академии хореографии.
В 2004 году состоялся ее дебют на сцене Большого театра в качестве Солистки в балете «Балеро», на музыку Мориса Равеля в постановке Алексея Ратманского.
Нино Асатиани в 2004 году на сцене Большого театра исполнила партию подруги Гермии в балете «Сон в летнюю ночь» на музыку Ф. Мендельсона-Бартольди и Д. Лигети в постановке Дж. Ноймайера, в 2006 году — вальс/танго в «Золотом веке» Д. Шостаковича в постановке Ю. Григоровича и партию табачницы в «Кармен-сюите» на музыку Ж. Бизе и Р. Щедрина. В 2007 году исполняла партию трех дриад в «Дон Кихоте» Л. Минкуса, в 2008 году танцевала финальный вальс и апофеоз в «Щелкунчике» П. Чайковского.
В 2012 году Нино Асатиани исполнила партию боярыни в «Иване Грозном» на музыку С. Прокофьева, в 2013 году — мазурку в «Коппелии» Л. Делиба, в 2014 году — испанский танец в «Раймонде» А. Глазунова. В 2015 году медсестры в «Герое нашего времени» И. Демуцкого, и в 2016 году — куртизанки в «Спартаке» А. Хачатуряна. В 2017 году Нино Асатиани танцевала партию Синьоры Капулетти в «Ромео и Джульетте» С. Прокофьева, Зюльму в «Корсаре» А. Адана и Герцогиню в «Дон Кихоте».